# Championnat de Malte de football 1927-1928
Navigation
Saison précédente Saison suivante
La saison 1927-1928 de First Division Maltaise est la dix-septième édition de la première division maltaise.
Lors de cette saison, le Floriana FC a conservé son titre de champion face aux six meilleurs clubs maltais lors d'une série de matchs se déroulant sur toute l'année.
Les sept clubs participants au championnat ont été confrontés une fois aux six autres.
Le Floriana FC a été sacré champion de Malte pour la huitième fois.

## Les sept clubs participants
| Club                | Stade            | Capacité | Ville      |
| ------------------- | ---------------- | -------- | ---------- |
| Cottonera FC        | -                | -        | Vittoriosa |
| Floriana FC         | -                | -        | Floriana   |
| Marsa United        | -                | -        | Marsa      |
| Sliema Wanderers FC | Guze Fava Ground | 4 000    | Sliema     |
| Sliema Rangers      | -                | -        | Sliema     |
| St. George's FC     | -                | -        | Bormla     |
| Valletta United     | -                | -        | La Valette |

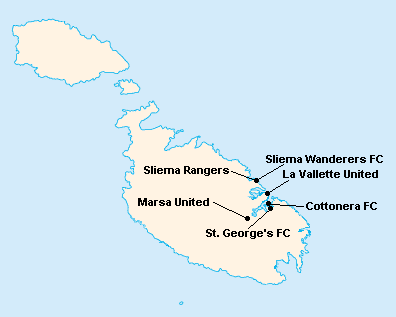
Localisation des clubs engagés dans le championnat.

L'île de Malte étant relativement petite, les clubs évoluent tous au stade National Ta'Qali (17 400 places). Certains cependant ont leur propre enceinte qu'ils peuvent éventuellement utiliser.

## Compétition

### Classement
| Rang | Équipe              | Pts | J | G | N | P | Bp | Bc | Diff |
| ---- | ------------------- | --- | - | - | - | - | -- | -- | ---- |
| 1    | Floriana FC (T)     | 10  | 6 | 5 | 0 | 1 | 16 | 4  | +12  |
| 2    | Valletta United (P) | 9   | 6 | 4 | 1 | 1 | 16 | 4  | +12  |
| 3    | St. George's FC     | 6   | 6 | 2 | 2 | 2 | 13 | 4  | +9   |
| 4    | Cottonera FC (P)    | 6   | 6 | 3 | 0 | 3 | 8  | 15 | -7   |
| 5    | Sliema Wanderers FC | 5   | 6 | 2 | 1 | 3 | 6  | 6  | 0    |
| 6    | Marsa United (P)    | 4   | 6 | 2 | 0 | 4 | 4  | 12 | -8   |
| 7    | Sliema Rangers (P)  | 2   | 6 | 1 | 0 | 5 | 5  | 23 | -18  |

| Légende : Qualifications et relégations | Légende : Qualifications et relégations                  |
| --------------------------------------- | -------------------------------------------------------- |
|                                         | Relégation en Second Division Maltaise                   |
|                                         | (T) : Tenant du titre 1926-1927 (P) : Promu en 1926-1927 |

## Bilan de la saison
| Tableau d'Honneur       |             |
| Compétition             | Vainqueur   |
| First Division Maltaise | Floriana FC |

| Promotions et relégations            |                             |
| Relégués en Second Division Maltaise | Marsa United Sliema Rangers |
| Promus de Second Division Maltaise   | Aucun                       |